# Mathematical Programming
Mathematical Programming est une  revue scientifique, à articles évalués par les pairs, créée en 1971 et publiée par Springer Science+Business Media. Elle est le journal officiel de la Mathematical Optimization Society et consiste en deux séries : A et B. La série A contient des publications générales, alors que chaque numéro de la série B est centré sur un sujet particulier du domaine de l'optimisation mathématique. En 2018,  les rédacteurs en chef sont Jon Lee (University of Michigan) pour la série A, et Sven Leyffer (Argonne National Laboratory) pour la série B.

## Histoire
Le journal est publié par Springer depuis janvier 1999. La série B du journal s'appelait auparavant Mathematical Programming Studies.

## Résumés et indexation
Les résumés et les articles de Mathematical Programming sont indexés dans les bases importantes, et notamment:
- Academic Search
- Compendex
- Computer Science Index
- Current Abstracts
- Current Contents
- Digital Bibliography & Library Project
- International Abstracts in Operations Research
- Mathematical Reviews
- PASCAL
- Science Citation Index
- Scopus
- TOC Premier
- Zentralblatt MATH